# Ołeksandr Moisejenko
Ołeksandr Moisejenko, ukr. Олександр Моісеєнко (ur. 17 maja 1980 w Siewieromorsku) – ukraiński szachista, arcymistrz od 2000 roku.

## Kariera szachowa
W roku 1999 podzielił I m. w rozegranych w Ałuszcie mistrzostwach Ukrainy. W 2002 zwyciężył (wspólnie z Władimirem Małaniukiem) w Archangielsku, natomiast w 2003 triumfował w Toronto i Ontario (turniej 40th Canadian Open) oraz podzielił I m. (wspólnie z m.in. Liviu-Dieterem Nisipeanu, Wadimem Miłowem i Bartoszem Soćko) w otwartym turnieju w Santo Domingo. W 2004 podzielił I m. (wspólnie z Wadimem Miłowem, Jewgienijem Aleksiejewem i Pawło Eljanowem) w kolejnym turnieju open w Genewie, zwyciężył w Guelph i Lindsborgu (wspólnie z Ildarem Ibragimowem), zdobył brązowy medal na mistrzostwach Ukrainy w Charkowie oraz awansował do III rundy mistrzostw świata systemem pucharowym rozegranych w Trypolisie (w której przegrał z Władimirem Akopianem). W 2005 wystąpił w Pucharze Świata w Chanty-Mansyjsku, odpadając w II rundzie po porażce z Loekiem van Wely. W 2006 odniósł duży sukces, samodzielnie zwyciężając w jednym z najbardziej znanych otwartych turniejów na świecie w Cappelle-la-Grande. Podzielił również I m. (wspólnie z Emilem Sutowskim i Jewgienijem Tomaszewskim) w kołowym turnieju w Saratowie. W 2007 r. zwyciężył (przed m.in. Magnusem Carlsenem) w turnieju Arctic Chess Challenge w Tromsø, natomiast w 2008 r. podzielił I m. w Filadelfii (2008, World Open, wspólnie z Jewgienijem Najerem, Parimarjanem Negi i Ľubomírem Ftáčnikiem) i Montrealu (wspólnie z Eduardasem Rozentalisem, Matthieu Cornette i Wiktorem Michalewskim) oraz zwyciężył w memoriale Akiby Rubinsteina w Polanicy-Zdroju. W lutym 2009 r. zwyciężył (wspólnie z Étienne Bacrotem) w silnie obsadzonym turnieju Aerofłot Open w Moskwie. W 2013 r. zdobył w Legnicy tytuł indywidualnego mistrza Europy. W 2014 r. podzielił I m. (wspólnie z Maksimem Matłakowem, Mateuszem Bartlem i Michałem Krasenkowem) w turnieju Moscow Open w Moskwie.
Wielokrotnie reprezentował Ukrainę w turniejach drużynowych, m.in.:
- sześciokrotnie na olimpiadach szachowych (w latach 2002, 2004, 2006, 2010, 2012, 2014); czterokrotny medalista: wspólnie z drużyną – dwukrotnie złoty (2004, 2010) i brązowy (2012) oraz indywidualnie – srebrny (2014 – na V szachownicy)[9],
- trzykrotnie na drużynowych mistrzostwach świata (w latach 2005, 2011, 2013); trzykrotny medalista: wspólnie z drużyną – dwukrotnie brązowy (2011, 2013) oraz indywidualnie – złoty (2011 – na IV szachownicy)[10],
- pięciokrotnie na drużynowych mistrzostwach Europy (w latach 2003, 2005, 2007, 2011, 2013); dwukrotny medalista: indywidualnie – srebrny (2013 – na IV szachownicy) i brązowy (2005 – na III szachownicy)[11].

Najwyższy ranking w dotychczasowej karierze osiągnął 1 września 2011 r., z wynikiem 2726 punktów zajmował wówczas 22. miejsce na światowej liście FIDE, jednocześnie zajmując 3. miejsce wśród ukraińskich szachistów.